# 李鑫 (政治人物)
李鑫（1926年—1991年），生于江西省南昌市，中国共产党及中华人民共和国官员，中共中央办公厅副主任，“兩個凡是”起草人。

## 生平
1947年11月，在南开大学参加了民主同盟。1948年参加中国共产党。1948年11月转移至冀中解放区，在泊镇中共中央华北局城市工作部学习。1949年1月被分配到中共天津市委宣传部任秘书、科长等职。1953年1月调到中央人民政府高等教育部（1954年改为中华人民共和国高等教育部）工作，历任副科长、科长。1958年9月起，调到中共中央机关工作，担任康生的秘书。
文革期间，毛泽东著作的整理编辑工作由康生的秘书李鑫带几个较年轻的人在做，毛泽东的手稿、演讲记录等一直保管在李鑫手中。
1975年1月6日，邓小平找胡乔木谈话称，自己正考虑要胡乔木和吴冷西、胡绳、李鑫等人当国务院的顾问，像文革以前中苏论战时期“钓鱼台的班子”那样写一批文章。6月上旬，邓小平将组建国务院政治研究室正式提上日程。6月8日，邓小平再次约见胡乔木，商谈成立国务院政治研究室事宜。此次谈话后，邓小平即写信向中共中央政治局正式提议：“国务院设政治研究室，先由胡乔木、吴冷西、胡绳、熊复、于光远、李鑫等同志组成，以后再吸收一些人，特别是年青一点的，作理论工作。”同日，邓小平还向中共中央政治局送上关于《毛选》编辑工作的建议。这两项提议经政治局审议通过，报毛泽东圈阅同意后，国务院政治研究室正式成立。负责人除邓小平报告中提及的六人外，还增加了邓力群。7月5日国务院办公室发出通知：“经毛主席、党中央批准，国务院已设立政治研究室。由胡乔木、吴冷西、胡绳、熊复、于光远、李鑫、邓力群等同志组成。”当时政研室七名领导成员均称负责人，主要负责人胡乔木亦别无名义或职衔。
1975年邓小平要胡乔木主持《毛泽东选集》第五卷的整理编辑工作。当时的工作程序是先由吴冷西、熊复、李鑫把要选入《毛泽东选集》第五卷的文稿备好，随后在胡乔木的主持下由吴冷西、胡绳、熊复、于光远、李鑫修改订正。“文革”后期胡绩伟被“解放”，胡乔木也以参加《毛泽东选集》第五卷编辑工作为名，将胡绩伟调到国务院政治研究室，但胡绩伟到国务院政治研究室后做了其他方面的工作。在胡乔木主持下，选入《毛泽东选集》第五卷的文章逐篇改定后，送邓小平最后定稿。有些文章定稿时邓小平把上面这些人都找去，有些简短的文章就由邓小平和胡乔木两人定稿。在这种工作制度下，李鑫在《毛泽东选集》编辑整理工作中便从事实上的主持者降为几个负责人之一。不久“批邓、反击右倾翻案风”开始，李鑫在国务院政治研究室“批邓”的会上批评胡乔木篡改毛泽东著作。“批邓”和粉碎“四人帮”后，李鑫带吴冷西、胡绳、熊复等人到毛泽东主席著作编委会办公室，掌握了编辑毛泽东著作的权力。
1975年起，李鑫任国务院政治研究室领导成员，和中共中央办公厅秘书局局长周启才负责起草文件。
1976年1月8日上午周恩来逝世后，汪东兴随即通知李鑫、周启才，要求二人共同修改讣告和悼词初稿。当天下午三时，中共中央政治局会议在人民大会堂东大厅召开，会议由邓小平主持。会后，二人继续修改悼词初稿。悼词修改完后，中共中央办公厅秘书局将印件在会前分发给参加中共中央政治局会议的成员。1月12日下午3时，邓小平主持在人民大会堂东大厅召开中共中央政治局会议，讨论悼词和追悼大会事项，李鑫、周启才列席了会议。会上邓小平率先表示同意这篇悼词，随后叶剑英、李先念、汪东兴、纪登奎、吴德、陈锡联等相继发言同意悼词。江青在会上攻击周恩来不捍卫毛主席的无产阶级革命路线，但除王洪文、姚文元外，无人响应。会议还决定由邓小平致悼词。散会后，张春桥赶上已走到人民大会堂北门口李鑫、周启才，要求二人压缩悼词中号召向周恩来学习的那部分，但被二人顶回。会后当晚，二人按邓小平的指示，对悼词的个别文字作修改，并送邓颖超过目。次日二人想到在悼词中加上“坚决捍卫毛主席的无产阶级革命路线”一句，这样悼词报经毛泽东批准后，“四人帮”在路线问题上攻击周恩来便会遇到制约。二人报告了汪东兴后，获得汪东兴支持，叫二人带着悼词印件到邓小平家当面报告，请邓小平定夺。邓小平亲自在“他衷心爱戴和崇敬伟大领袖毛主席”一句后面加上“坚决捍卫毛主席的无产阶级革命路线”这句，并在悼词首页写上“请主席审批”，署上了自己的名字及时间。1月14日，毛泽东圈阅同意了这份悼词。
1976年7月下旬，毛泽东病情危重，中共中央政治局委员纪登奎、姚文元在中南海怀仁堂向李鑫、周启才传达紧急任务，要二人起草毛泽东的讣告和悼词文稿。起草完成后，二人用电话向汪东兴报告，并请示是否将两件文稿送汪东兴阅转中央，汪东兴听后表示：“两件文稿，由周启才亲自加封，亲自保管，暂不上报中央，什么时候上报，待命。”1976年9月9日毛泽东病逝。当天清晨五时十分左右，汪东兴打电话给周启才说：“老周，你带上那两件封存的文稿，速到主席住地会议厅来，政治局等着讨论。通知李鑫也来这里。”在此此政治局会议上，华国锋指示周启才读了讣告文稿，该文稿是以中共中央、全国人大常委会、国务院、中央军委名义发布，定名为《告全党全军全国各族人民书》，华国锋征询与会成员同意后决定先将讣告文稿送中共中央办公厅秘书局印刷厂加急排印出清样，不到一小时印出，由周启才在会上分发给与会成员。在排印讣告文稿期间，李鑫在会上读了悼词文稿，华国锋批示后，交周启才会后印发政治局各成员。经讨论，会议一致通过了《告全党全军全国各族人民书》，决定9月9日下午四时对国内外广播。政治局讨论悼词文稿，汪东兴提出悼词文稿加上毛主席批“四人帮”时讲的“三要三不要”（“要搞马克思主义，不要搞修正主义；要团结，不要分裂；要光明正大，不要搞阴谋诡计”），华国锋、叶剑英、李先念等赞同。9月16日下午三时，政治局在中南海怀仁堂正厅开会，讨论悼词文稿，商定9月18日在天安门广场举行追悼大会的事项。中共中央办公厅秘书局通知悼词起草人李鑫、周启才列席会议。会前下午两点多，汪东兴将周启才叫到他在人民大会堂的临时办公室，让周启才将两件事代他报告华国锋，一是他因要保护毛主席遗体而不能参加当天下午的政治局会议，二是悼词文稿应加上毛主席讲的“三要三不要”指示。经华国锋征求与会成员同意，让被指定为会上的悼词修改人的姚文元加上了“三要三不要”。会议还一致同意追悼大会由华国锋致悼词，王洪文主持，并对大会程序作了安排。
1976年9月9日毛泽东病逝后，华国锋一直未回家，住在中南海的202（即毛泽东逝世处），直到9月18日下午毛泽东追悼会结束，华国锋将毛泽东遗体护送到“769”保护室。华国锋回忆称，9月10日他就开始考虑解决“四人帮”的问题，9月11日他以看病为由离开毛泽东灵堂去李先念家，请李先念到西山找叶剑英，征询在何时以何方式解决“四人帮”的问题。毛泽东追悼会结束后，华国锋回家休息，叶剑英很快到华国锋住的东交民巷15号院商议，华国锋首先提出“我们和‘四人帮’的矛盾只能采取断然措施，把他们抓起来，隔离审查，然后公布罪证。”他的提议获得叶剑英的完全支持。9月23日下午或晚间，华国锋约汪东兴到东交民巷15号院谈话，也向汪东兴提出了对“四人帮”采用隔离审查的办法，二人还商量了行动具体细节，汪东兴临走时对华国锋说“李鑫想见你，想约个时间。”华国锋表示可以。在此之前，1976年9月12日和9月14日深夜，李鑫曾到人民大会堂福建厅看望汪东兴，二人谈到“四人帮”近几天的活动，李鑫向汪东兴提出了对“四人帮”实行隔离审查。
9月23日华国锋同意见李鑫后，汪东兴回去转告了李鑫。9月25日李鑫给华国锋写了封信，全文为：
华第一副主席：
送上姚文元同志九月二十三日的信，请您一阅。
出版《毛选》五卷是全党大事，似以向中央政治局作一次详细汇报为好。
伟大的领袖和导师毛主席逝世后，广大干部和工农兵群众更加迫切地要求早日出版《毛选》五卷。为了尽快完成这个任务，我建议，请中央成立以您为主任的《毛泽东选集》出版委员会，加强对这项工作的领导。至于具体办事机构，建议撤消胡乔木的工作，请汪东兴同志负责。这对在编辑工作中贯彻执行毛主席的方针、路线,加强毛主席文稿的保存管理,都有利。
我请求您抽时间接见我一次,以便面会。可否,请批示。
李鑫
一九七六年九月二十五日

李鑫在此信中还附上了姚文元致李鑫的信，全文如下：
李鑫同志：
请给我一个材料：现在的《毛选》五卷共几稿，其中公开发表过的几篇，有手稿的几篇，两者一共多少字。根据讲话整理的几篇，列出目录，说明哪些经主席看过。
对于如何早日做好《毛选》五卷编辑出版工作，有何建议，也请告。
姚文元

九月二十三夜
华国锋收到李鑫的信后，决定在中南海的国务院会议厅同李鑫谈话。国务院会议厅在西花厅东侧一墙之隔。于是在9月下旬，二人会面，这是二人在粉碎“四人帮”之前唯一一次见面。据李鑫回忆，1976年9月29日，他和华国锋见面，谈了四个多小时，李鑫建议采取断然措施，对“四人帮”隔离审查。而据华国锋回忆，李鑫在谈话中对“四人帮”有批评，并称早在出版《毛选》英文版的问题上康生对“四人帮”就有意见，李鑫主要讲了《毛选》五卷的问题，表示康生生前负责《毛选》五卷，如今姚文元想抓过去，张春桥也想插手，不能让他们插手，李鑫还建议华国锋听一次关于《毛选》五卷的汇报，李鑫说要接受苏联教训，对“四人帮”要早动手，“四人帮”抢班夺权值得警惕。华国锋记不清李鑫是否明确向自己提出了隔离审查的建议。华国锋当时听李鑫讲述，但未同李鑫深谈，特别是对“四人帮”隔离审查需要高度保密，整个部署正在进行中，不能同李鑫谈。华国锋仅告李鑫：“要提高警惕。出《毛选》五卷问题，待中央讨论后再说，现在不是当务之急，你的信和姚给你的信我都看到了，放一放再研究。”
1976年10月6日粉碎“四人帮”当晚，中共中央政治局决定成立“四人帮”专案组，由华国锋挂帅，成员是全体在京的中共中央政治局委员。下设办公室由汪东兴、李鑫负责。1976年11月，李鑫任中共中央办公厅副主任。粉碎“四人帮”后不久，社会上有种说法称，是李鑫最早向华国锋提出粉碎“四人帮”的，但这种说法并不准确，在同李鑫会面前华国锋已经决定通过隔离审查粉碎“四人帮”，并已做了相应部署。李鑫逝世后，其生平中写道：“1976年9月，在‘四人帮’篡党夺权的紧要关头，李鑫不顾个人安危，首先向党中央提出隔离审查‘四人帮’的建议。”
1977年1月6日，中共中央政治局召开会议。華國鋒在討論社會上要求為四五事件平反和邓小平复出问题時表示，無論如何不能损害毛主席。汪东兴指示中共中央办公厅副主任李鑫为華國鋒起草两个讲话。1月17日，李鑫在主持讨论華國鋒讲话提纲的起草问题時，提出“要讲高举毛主席的旗帜，处理这两个问题要肯定毛主席正确，不能损害毛主席的形象。”中央理论学习组根據李鑫的意思草擬出華國鋒講話提綱第一稿。1月21日，在李鑫主持下，中央理论学习组再度讨论修改華國鋒講話提綱第一稿，並寫下“凡是毛主席作出的决策，都必须维护，不能违反；凡是有损毛主席形象的言行，都必须制止，不能容忍。”这是两个凡是第一次被提出。
1977年3月中央工作会议召开时，李鑫是汪东兴最得力的助手，是汪东兴依靠的小班子中的主要人物。李鑫在此次中央工作会议上又批评了胡乔木。但到1978年中央工作会议召开时，李鑫对胡乔木的批评早已获得澄清，这时李鑫仍是汪东兴最得力的助手以及汪东兴小班子里的主要人物，身兼中共中央办公厅副主任、毛主席著作编委会办公室副主任等多个要职。1978年中央工作会议开到11月下旬，各组讨论中央人事问题时，有的组已有人提名胡乔木增补为中共中央委员会委员。但各组都有人想知道胡乔木在“批邓”前后究竟有无问题，西北组还有人对将胡乔木补进中央委员会表示怀疑。为了让胡乔木进入中央委员会制造舆论，在11月25日大会的第二天，西北组的于光远揭发李鑫在1976年“批邓”中把邓小平重用胡乔木作为“批邓”的内容，并揭发称李鑫在“批邓”时说胡乔木“我看他一点马克思思想都没有”，还称李鑫当时给胡乔木加上“篡改”毛主席著作的罪名。于光远在会上表示，“应该给胡乔木正式平反，如果有什么文件的话，应该宣布作废。”12月2日于光远的发言对李鑫的上述做法再次提出批评，同组的方毅接着于光远的话说，李鑫如此整胡乔木不仅是不正派，而且是在搞阴谋诡计。12月7日，西北组用全体人员名义向中共中央提出十二条建议，其中第十二条是“十二、改组《毛泽东选集》编委会办公室，由胡乔木同志主持《毛泽东选集》编辑工作。主席的遗著、遗迹等全部交给《毛泽东选集》编委会办公室。”该条是于光远提出后经西北组大家同意而列入，意在剥夺当时主管毛泽东主席著作编辑委员会办公室的李鑫的职权。
1978年9月，邓小平访问朝鲜后回国，途经中国东北视察，发表了系列讲话，提出揭批“四人帮”的“第三次战役”不能永远搞下去，基本上清理“三种人”，批判了“四人帮”的罪行，这就行了，要赶快回到经济建设上来。实际上邓小平已提出党的工作重心转移到机构及建设上来的问题。该思想被华国锋接受。当时中共中央办公厅副主任李鑫正在北京为华国锋起草中共十一届三中全会讲话稿。华国锋告诉李鑫，别再强调揭批“四人帮”第三战役，而要强调经济建设。李鑫问：“第三战役不是政治局决定的吗？”华国锋拿出一份电报称：“小平同志在东北讲了要工作重点转移，政治局讨论过，我们都同意。”中共十一届三中全会后，随着华国锋、汪东兴等“两个凡是”派的失势，1980年11月李鑫卸任中共中央办公厅副主任。